# Frank Wilczek
Frank Anthony Wilczek (født 15. maj 1951) er en amerikansk teoretisk fysiker og matematiker. Han modtog nobelprisen i fysik i 2004 sammen med David Gross og H. David Politzer for deres opdagelse af asymptotisk frihed ved stærk kernekraft
Han er ansat som Herman Feshbach Professor i fysik på Massachusetts Institute of Technology (MIT), og han er Founding Director af T. D. Lee Institute og Chief Scientist Wilczek Quantum Center, Shanghai Jiao Tong University (SJTU), Distinguished Origins Professor ved Arizona State University (ASU) samt professor på Stockholms Universitet.
Han er også medlem afe Scientific Advisory Board på Future of Life Institute.